# روسولا پالودوسا
روسولا پالودوسا گونه‌ای خوراکی از قارچ‌های خانوادهٔ بزرگ روسولا است. این قارچ در اروپا و آمریکای شمالی می‌روید.

## توضیحات
کلاهک این قارچ به صورت محدب و فرورفته است و با رنگ قرمز خونی، صورتی، زرشکی یا بنفش دیده می‌شود. گاهی اوقات ممکن است در مرکز آن، رنگ زرد ملایم یا نارنجی مشاهده شود. اندازهٔ قطر آن ممکن است بین ۶ تا ۲۰ سانتی‌متر باشد. گوشت آن سفید رنگ با طعمی ملایم و بدون بو است که در حین پخت به سرعت نرم و اسفنجی شده و به رنگ خاکستری در می‌آید.
تیغه‌های آن در ابتدای رویش به رنگ کرم هستند و با افزایش سن زرد رنگ می‌شوند. هاگ‌های آن آمیلوئیدی با ابعادی بین ۷ تا ۱۰ میکرومتر و زگیل‌مانند هستند و با یک شبکهٔ ناقص پوشیده شده‌اند. ساقهٔ قارچ سفید رنگ است و گاهی اوقات با رنگ صورتی و بدنهٔ آن کمی چماقی به نظر می‌رسد. اندازهٔ ارتفاع ساقه آن ممکن است بین ۵ تا ۱۵ سانتی‌متر و قطر آن تا ۳ سانتی‌متر باشد.

## پراکندگی، بوم‌شناسی و زیستگاه
روسولا پالودوسا از گونه قارچ‌های همزیست با ریشه (میکوریزا) است و در جنگل درختان مخروطی و در باتلاق‌های پیت اروپا و آمریکای شمالی در زیر درختان کاجیافت می‌شود؛ جایی که میکوریزا تشکیل می‌دهد.

## قابلیت خوراکی بودن
این قارچ‌ها خوراکی هستند و یک کالای غذایی رایج در بازار مواد غذایی فنلاند است. با این حال، ممکن است به راحتی با گونه دیگری از قارچ‌ها موسوم به روسولا امتیکا (Russula emetica) که سمی هستند، اشتباه گرفته شود.

## برای مطالعهٔ بیشتر
- - Lindsey, J.K. "Russula paludosa". Ecology of Commanster.